# Улица Сурб Григора Лусаворича
Улица Сурб Григора Лусаворича (арм. Սուրբ Գրիգոր Լուսավորչի փողոց) — улица в Ереване, в центральном районе Кентрон, проходит от Проспекта Месропа Маштоца, как продолжение улицы Пароняна, до развилки на улицу Агатангелоса и проспект Аршакуняц. Одна из границ Детского парка. Названа в честь Святого Григория Просветителя — просветителя Армении и первого Католикоса всех армян.

## Название
В советское время носила название Кармир Банаки (Красной армии).
В начале 1990-х она была переименована в улицу Григора Лусаворича, а решением Совета старейшин Еревана от 22 мая 2019 года — в улицу Сурб Григора Лусаворича.

## История
В годы персидского владычества рынок Кантар располагался на территории нынешней улицы. На этом рынке находился самые крупные весы города, принадлежавший городской администрации. На его месте в настоящее время находится Детский парк.
Во время реконструкции города в XX веке на месте Кантарского рынка был посажен сад, расширяющий Английский парк.
До 2012 года на этой улице располагался ереванский велопарк, который сейчас снесли.

## Достопримечательности
д. 13А — Российское посольство
д. 9 — Шведское посольство
д. 8 — Французское посольство
д. 6 — Национальный академический театр имени Г. Сундукяна, Театр Гой
Ереванский цирк
Памятник Александру Мясникяну

## Галерея

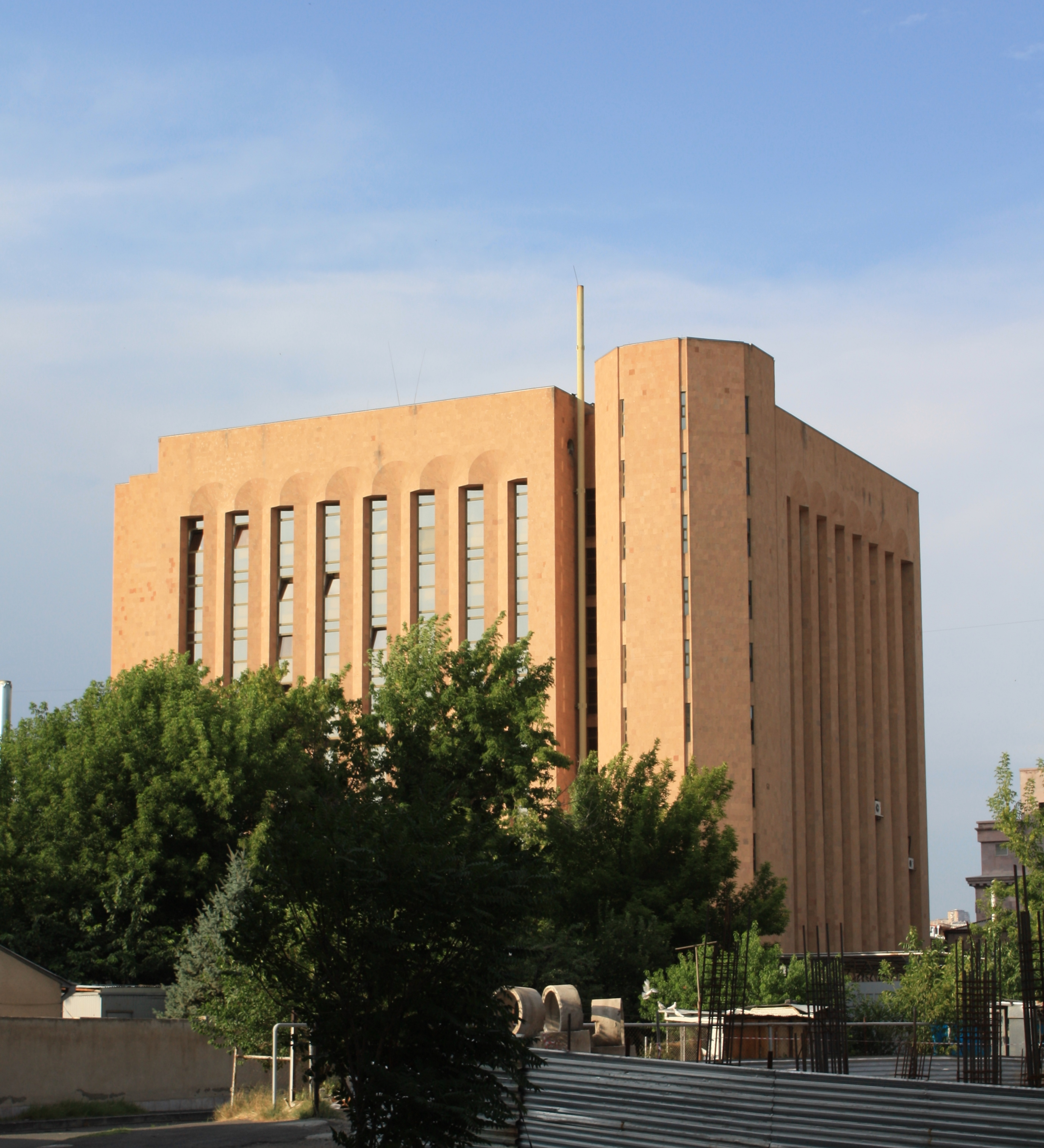
Российское посольство
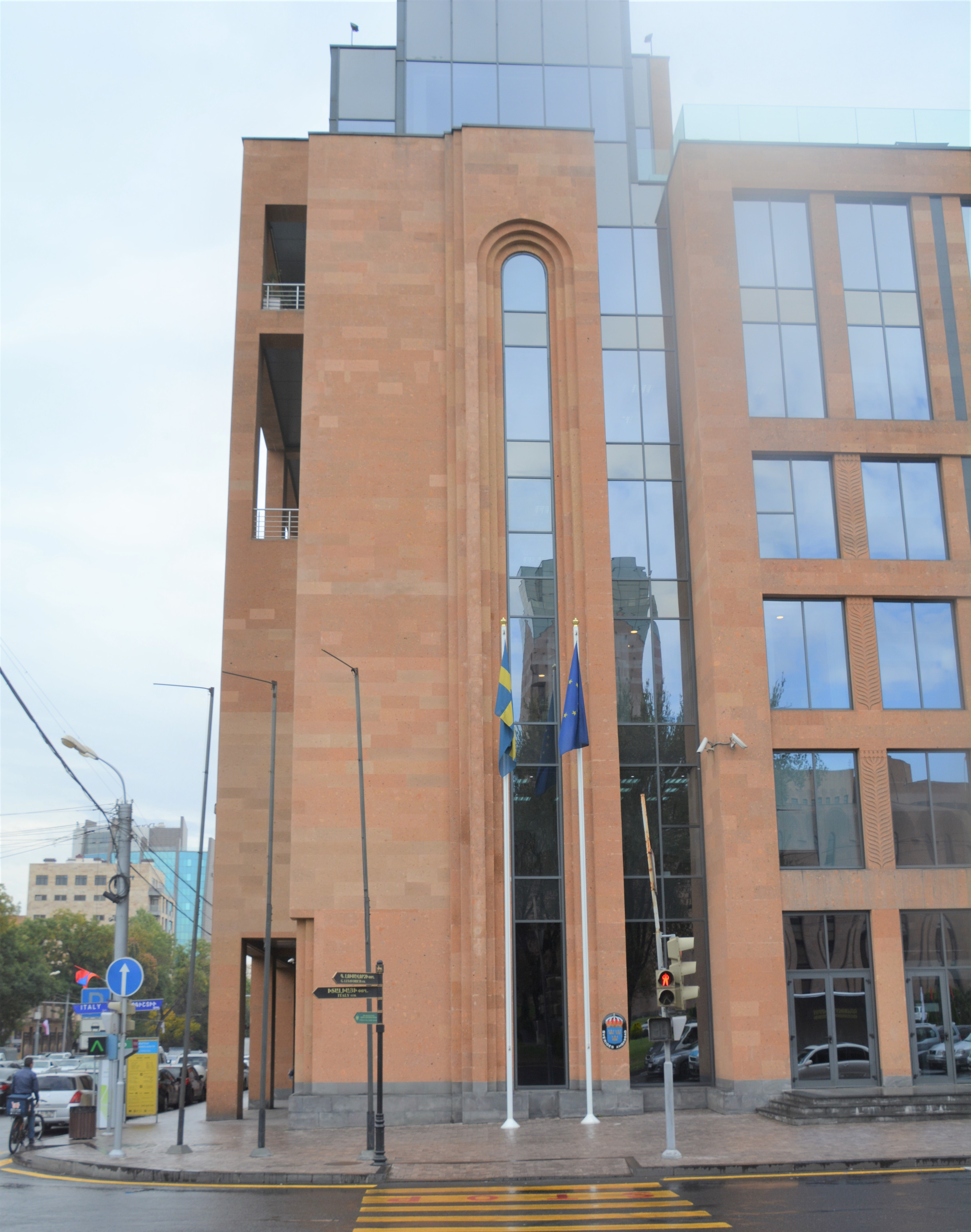
Шведское посольство
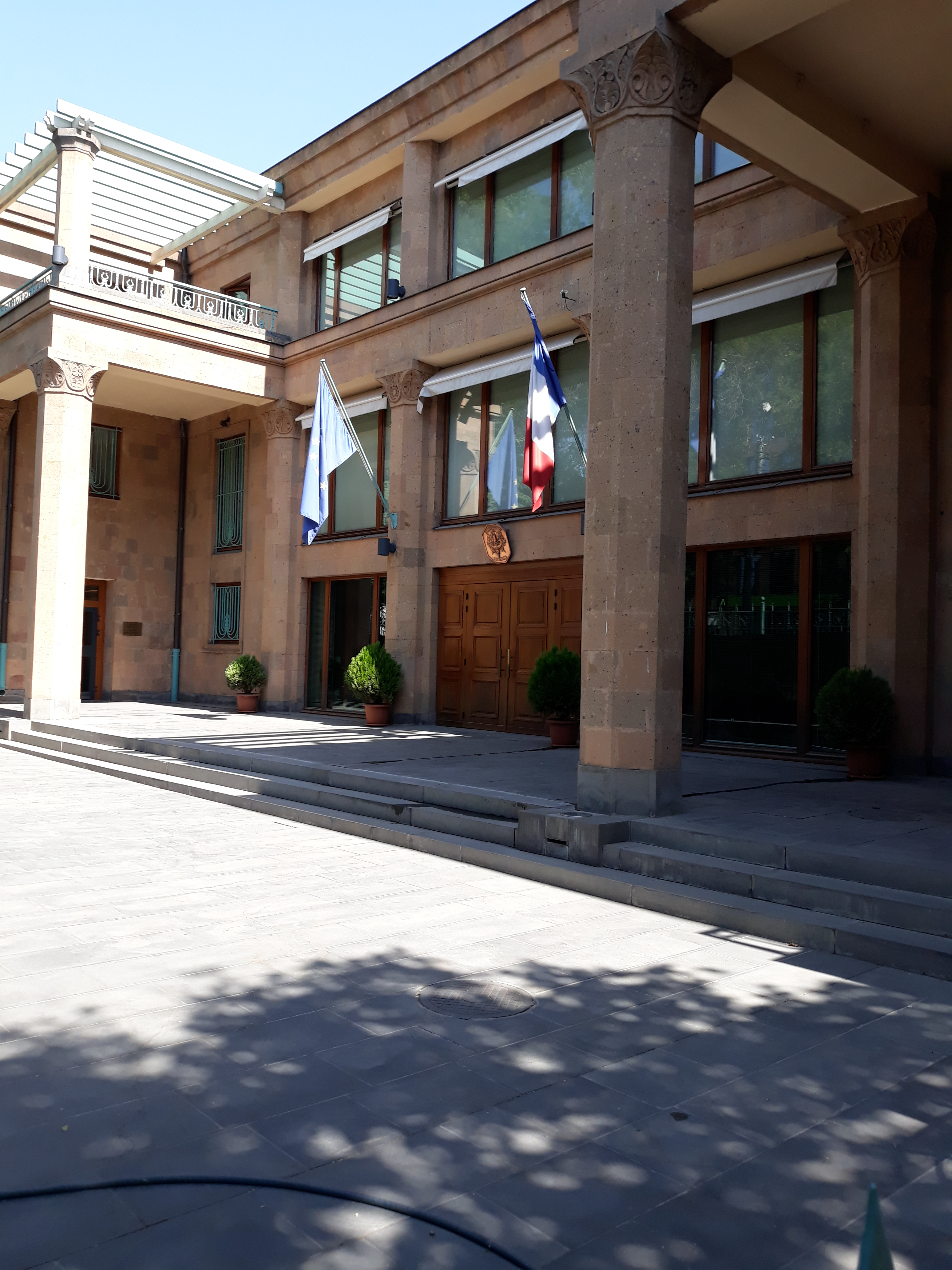
Французское посольство
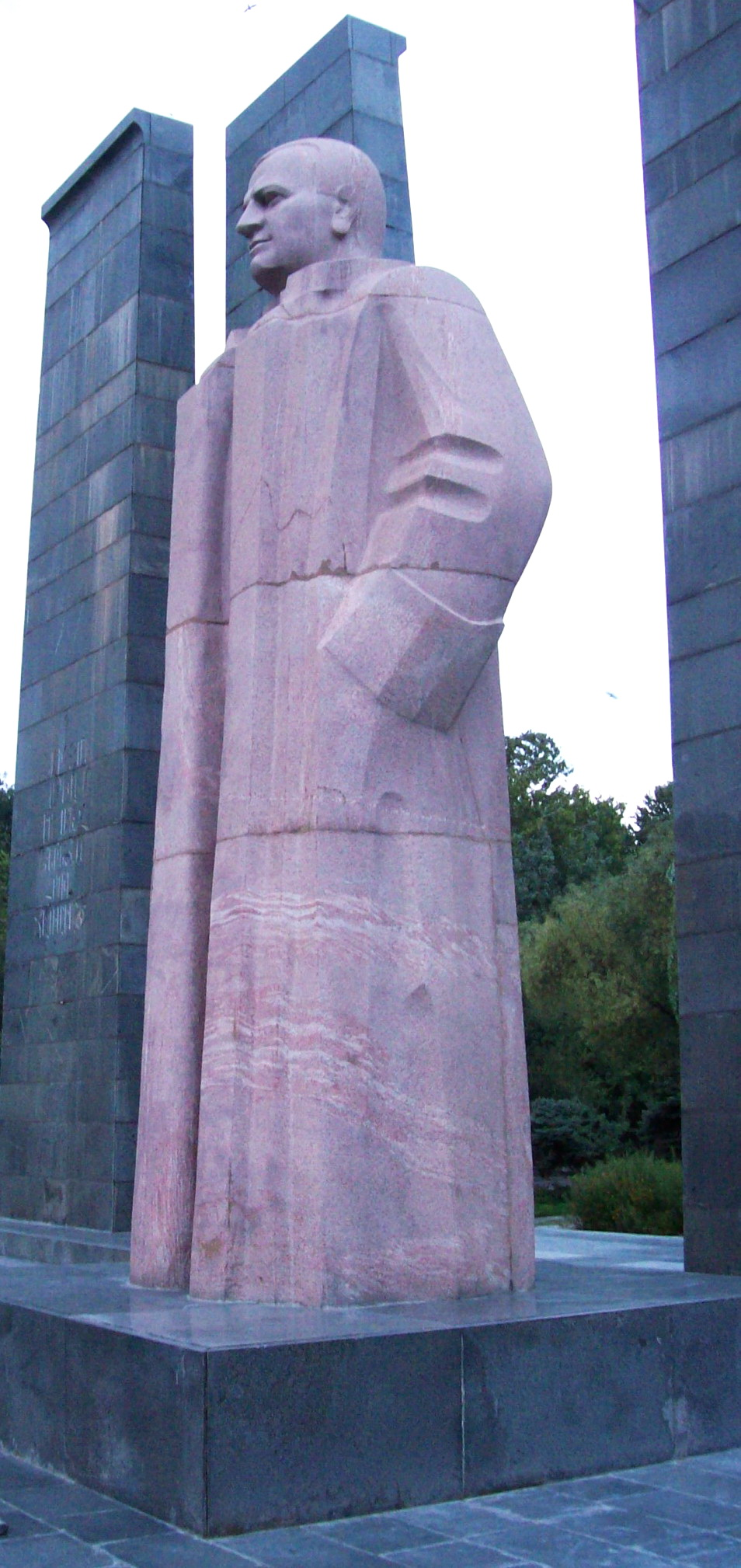
Памятник Александру Мясникяну